# CCM (metoda zbioru kukurydzy)

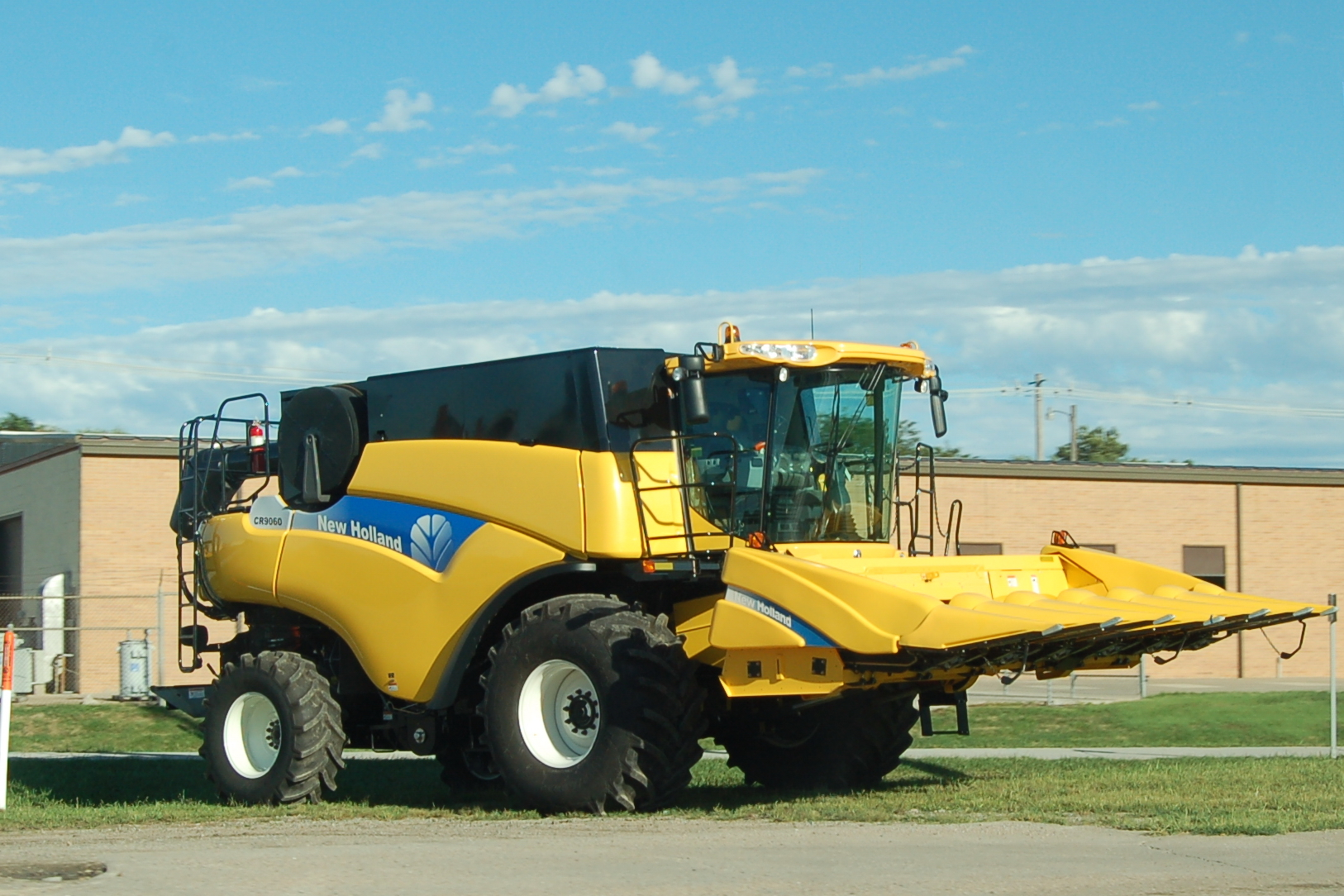
Do zbioru kolb kukurydzy wykorzystuje się rzędowe adaptery współpracujące z kombajnami zbożowymi.

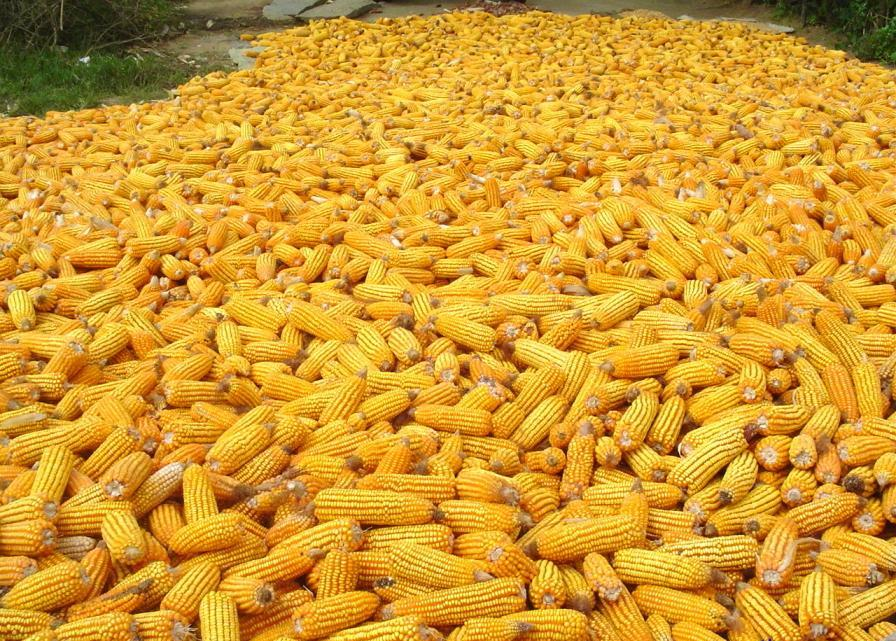
Kolby kukurydzy powinny być pozbawione liści okrywowych.

Zbiór kukurydzy metodą CCM – metoda zbioru kukurydzy polegająca na zbiorze całych wilgotnych kolb, które następnie są pozbawiane koszulek (liści okrywowych) i rozdrabniane. Z takiego surowca sporządza się kiszonkę CCM (od angielskich słów Corn-Cob-Mix).
Zbiór tą metodą pozwala uzyskać 10…15% więcej paszy w porównaniu do ilości paszy uzyskiwanej z tradycyjnego zbioru kukurydzy „na ziarno”. Lepsza wydajność tej metody jest rezultatem zmniejszenia strat ziarna oraz zbieraniem części osadek, małych i niewykształconych ziaren z wierzchołków kolb kukurydzy i osłonek zarodków ziaren bogatych w białka i tłuszcze.
Do zbioru kolb kukurydzy metodą CCM wykorzystuje się kombajny zbożowe, które są do tego specjalnie adaptowane poprzez montaż odpowiednich elementów wyposażenia maszyny, a także zastosowanie specjalnego przyrządu do zbioru kolb kukurydzy. Istnieje również możliwość zbioru i rozdrabniania całych kolb przy pomocy sieczkarni samojezdnych z odpowiednim adapterem.